# Apotek

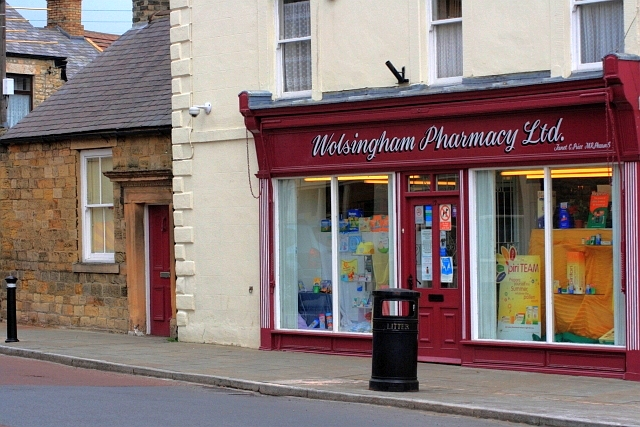
Ett apotek i Storbritannien.

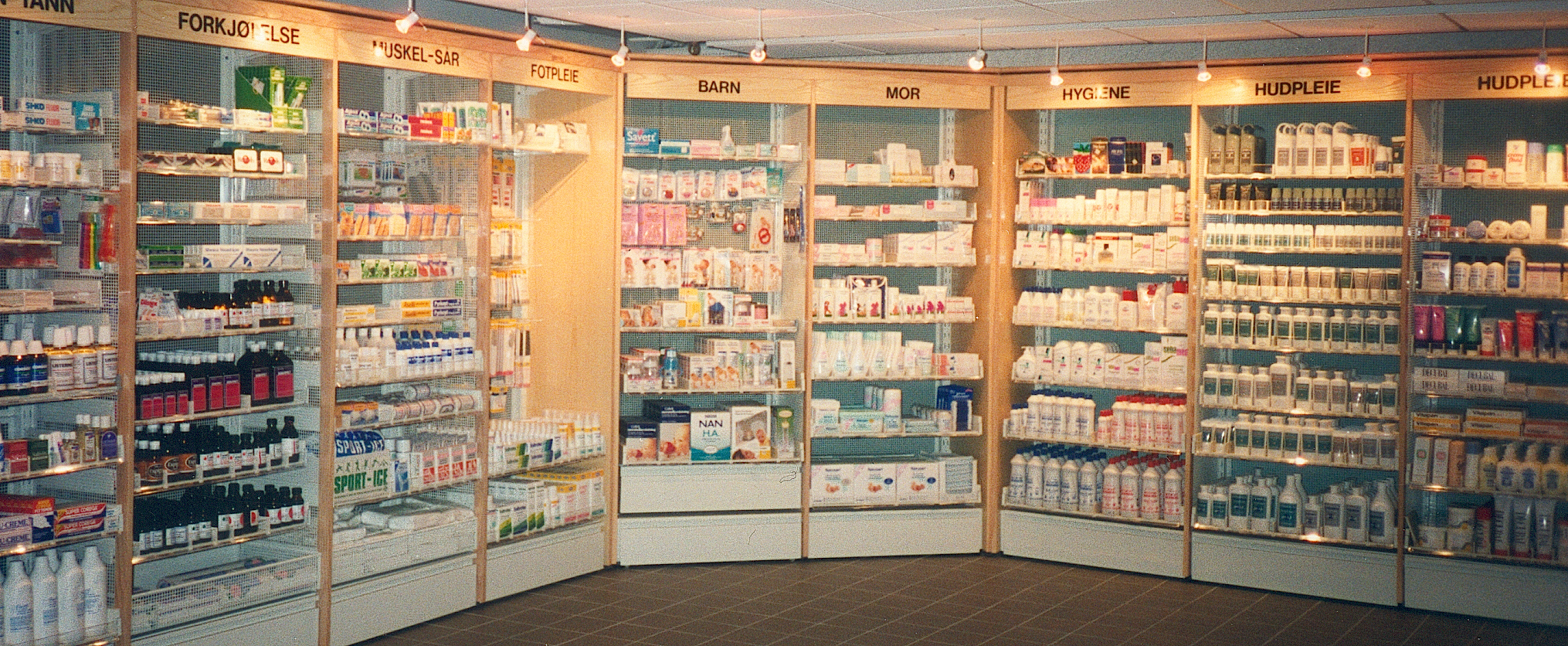
Självplockshyllor (egenvård) på ett apotek i Norge.

Apotek (grekiska apotheke, "förråd") är en lokal eller butik för beredning och försäljning av läkemedel.
På ett apotek arbetar farmaceuter (apotekare och receptarier) samt apotekstekniker och apoteksassistenter. Det är endast legitimerade apotekare och receptarier som kan ansvara för recept-expediering, vilket innebär att säkerställa att läkaren har skrivit ut  rätt läkemedel och dos till rätt patient. I expedieringen ingår farmaceutisk, medicinsk och teknisk kontroll av läkemedlet. 
De vanliga apoteken kallas öppenvårdsapotek vilka förser allmänheten. På sjukhus finns sjukhusapotek som försörjer sjukvården med läkemedel. Så kallade dosapotek doserar läkemedel till äldre i dospåsar (APO-dos) för att personal på sjukhem lätt skall kunna ge rätt läkemedel i rätt mängd vid rätt tidpunkt.
Apotek säljer vanligen en del produkter som inte är renodlade läkemedel, exempelvis olika hygienprodukter. I vissa länder är det vanligt att apotek säljer även helt andra varor och fungerar som en kombination av apotek och närbutik. (Jfr nordamerikansk drugstore.)

## Historik

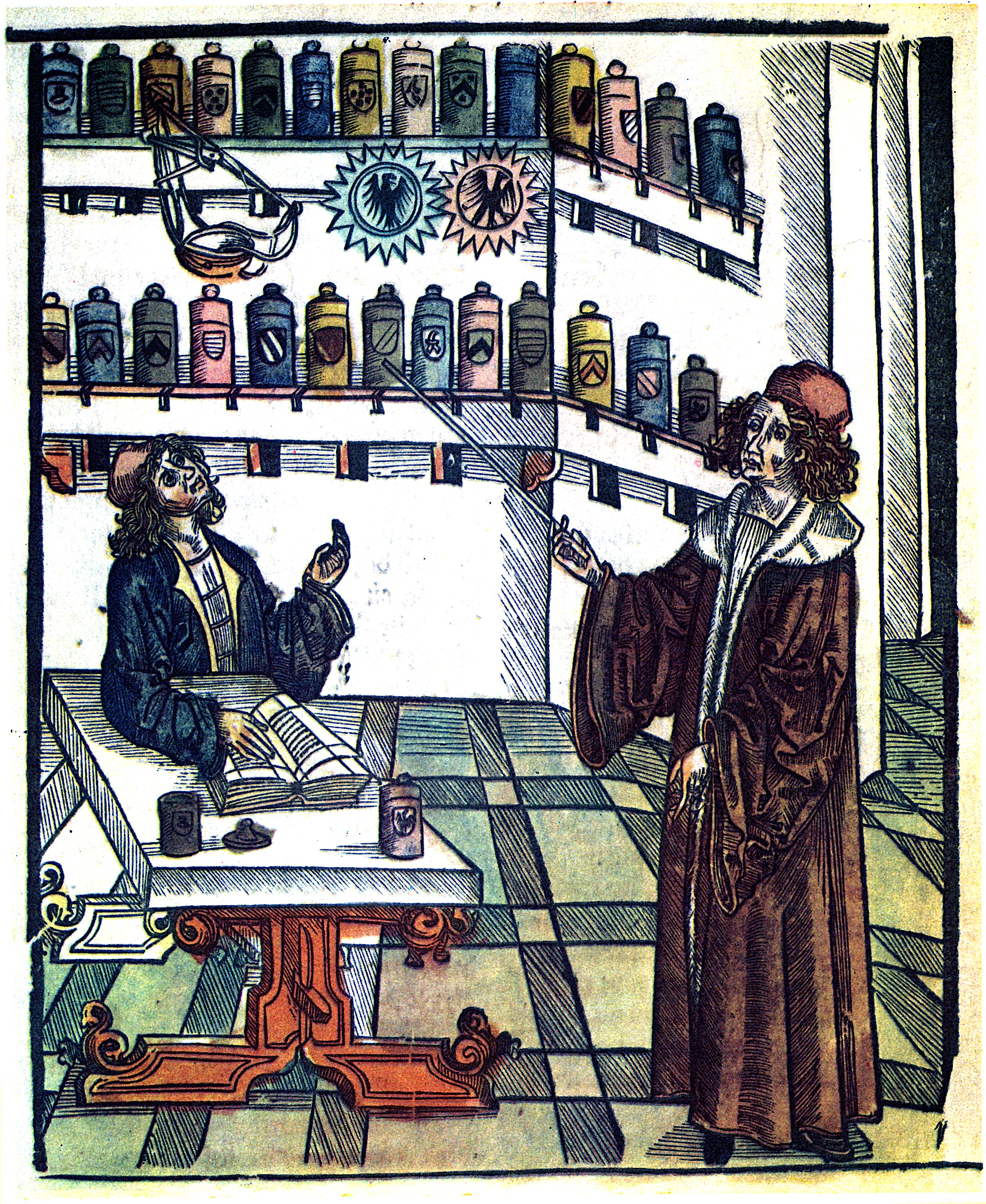
Illustration av apotek från en bok av Marsilius Ficinus utgiven i Florens 1508.

Under antiken hörde föreskrivning av läkemedel och deras beredning och försäljning ihop, det vill säga läkar- och apotekaryrkena var förenade. Så var fallet i hela den antika världen. Första gången då särskild apoteksverksamhet skildes ut från läkarverksamhet lär ha skett under kalifen Al-Mansur i Bagdad omkring år 750 e.Kr.
I Europa var det genom inflytande från den medicinska skolan i Salerno som läkarens och apotekarens yrken skildes åt. Apotek fanns i Italien åtminstone i början av 1200-talet och i kejsar Fredrik II:s medicinallag från år 1224 är skillnaden tydligt uttalad. Från Italien överflyttades principen till Tyskland och apotek uppkom så småningom i det tyska rikets städer: i Wien och Prag mot slutet av 1200-talet, i den schwabiska riksstaden Esslingen omkring 1300, i Ulm 1364, i Nürnberg 1378. Apoteksinstitutionen spred sig därifrån över hela Europa och reglerades genom särskilda apoteksordningar, t.ex. i Wien, Berlin, Stuttgart och Frankrike – alla under den senare delen av 1400-talet. Vid sidan av dessa ordnade förhållanden fortgick dock ännu länge gårdfarihandel och marknadshandel, "marktschreyeri", med läkemedel, och det var mot dessa "circumforaneos" som alla gamla medicinallagar var riktade. I många europeiska länder fanns dock fortfarande rester av kopplingen mellan läkar- och apotekaryrkena i början av 1900-talet.
Länge tillverkades eller bereddes alla doseringsfärdiga läkemedel i apoteken från olika råvaror och apoteksverksamheten hade stora hantverksmässiga inslag. Från slutet av 1800-talet uppkom läkemedelsindustrin och fabriksframställda läkemedel blev successivt allt vanligare under 1900-talet. Från 1900-talets mitt har apoteken alltmer utgjort renodlade läkemedelsbutiker.

## Apoteksverksamhet i olika länder

### Finland

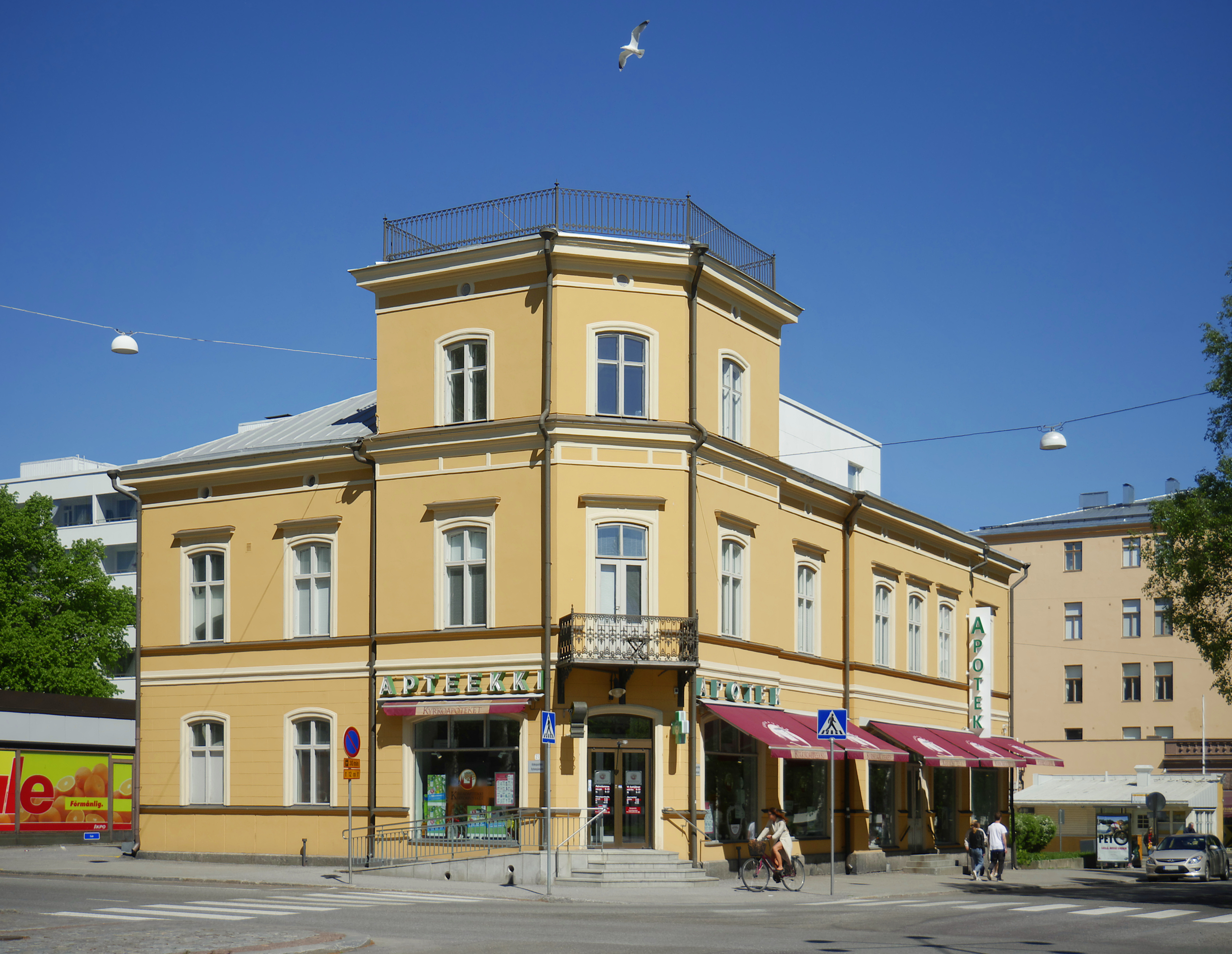
Vasa Kyrkoapoteket i Vasa.

I Finland finns över 800 apotek, filialapotek med samma tjänster och läkemedelsurval som egentliga apotek, och mindre apoteksservicepunkter. Apotek kan i Finland endast ägas av en person som avlagt provisorsexamen och denna får äga högst tre filialapotek vid sidan av sitt huvudsakliga apotek. Som ett undantag från regeln har Helsingfors universitet och Östra Finlands universitet rätt att äga apotek. Den största apotekskedjan i Finland är Universitetets Apotek, som ägs av Helsingfors universitet.
Säkerhets- och utvecklingscentret för läkemedelsområdet Fimea utfärdar apotekstillstånd och övervakar branschen.
Det första privilegiet för att starta ett apotek i Finland utfärdades 1689 för Johan Albrekt Relau. I Helsingfors börjades apotekareverksamhet först av Sebastian Stier, på grundval av ett privilegium från 1735.

### Norge
År 2001 avreglerades den norska marknaden och etableringsrätten försvann. Detta öppnade möjligheter för internationella kedjor att slå sig in på marknaden. I dag domineras marknaden av tre aktörer med totalt 80 % av marknaden: Apotek1 (norskt-finskt), Vitusapotek (tyskt) och Alliance Apotek (brittiskt). Reformen har lett till en fördubbling av antalet apotek i Norge, från 397 år 2001 till 800 år 2015.

### Sverige

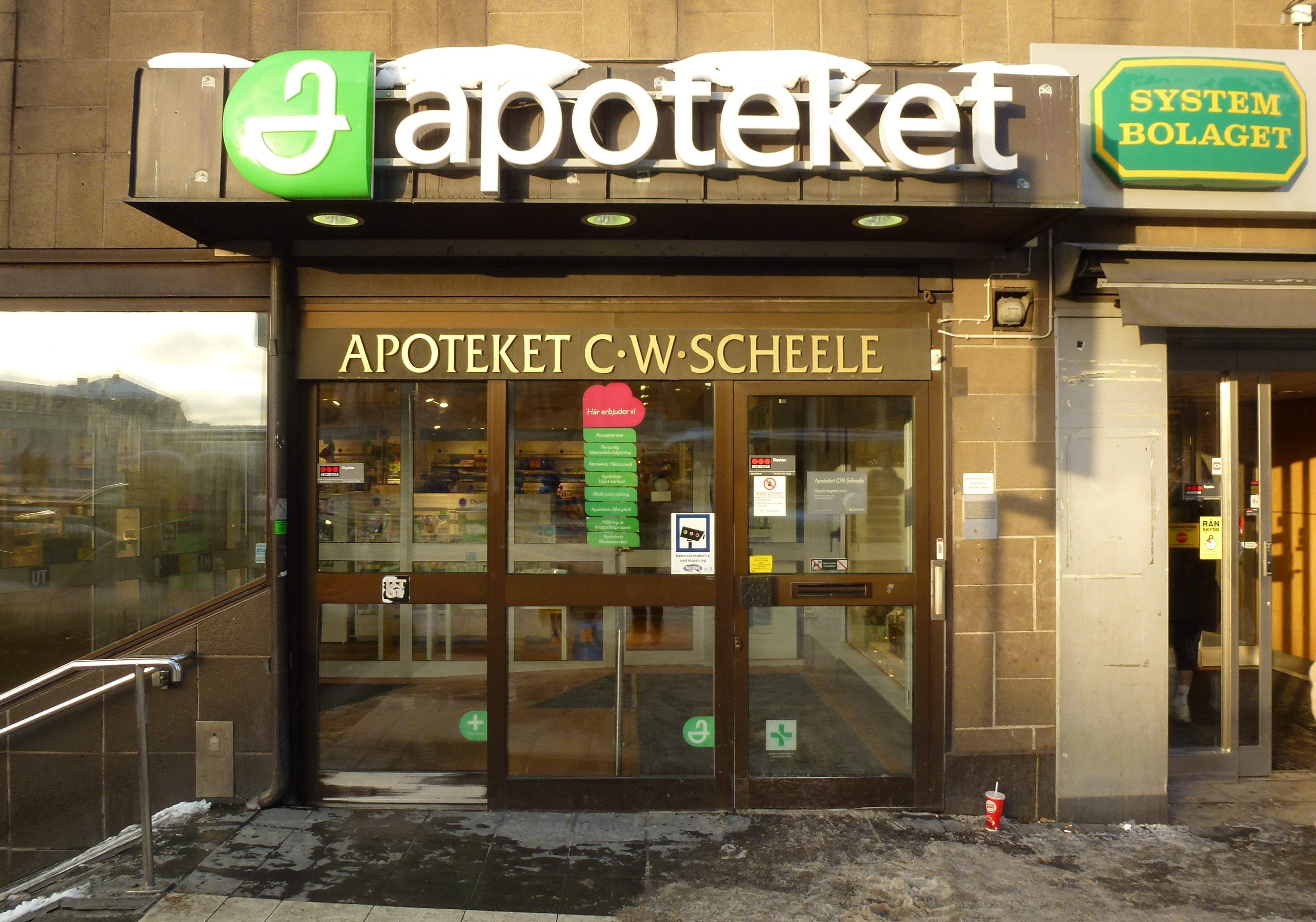
Apoteket C.W. Scheele i Stockholm.

I Sverige har det funnits offentliga apotek sedan början av 1500-talet. Fram till 1970 drevs de svenska apoteken av enskilda apotekare, som hade särskilda privilegiebrev från kronan (apoteksprivilegium), vilka var ärftliga men brukade överlåtas genom köp (privilegiehandel). Därefter förstatligades hela apoteksrörelsen och Apoteksbolaget (numera Apoteket AB) tog över verksamheten. I enlighet med avtal med svenska staten hade Apoteket AB monopol på detaljhandel med läkemedel. I december 2006 tillsatte den svenska regeringen en utredning för att omreglera apoteksmarknaden så att andra än de statliga apoteken skulle kunna sälja läkemedel. Apoteksmonopolet upphörde under hösten 2009, och i slutet av januari 2010 började de flesta apotek som avreglerades att skylta om. Efter avregleringen består den svenska apoteksmarknaden huvudsakligen av sex aktörer.